# Paston (Norfolk)
Paston est un village et une paroisse civile du Norfolk, en Angleterre.